# 上田万平 (開拓者)

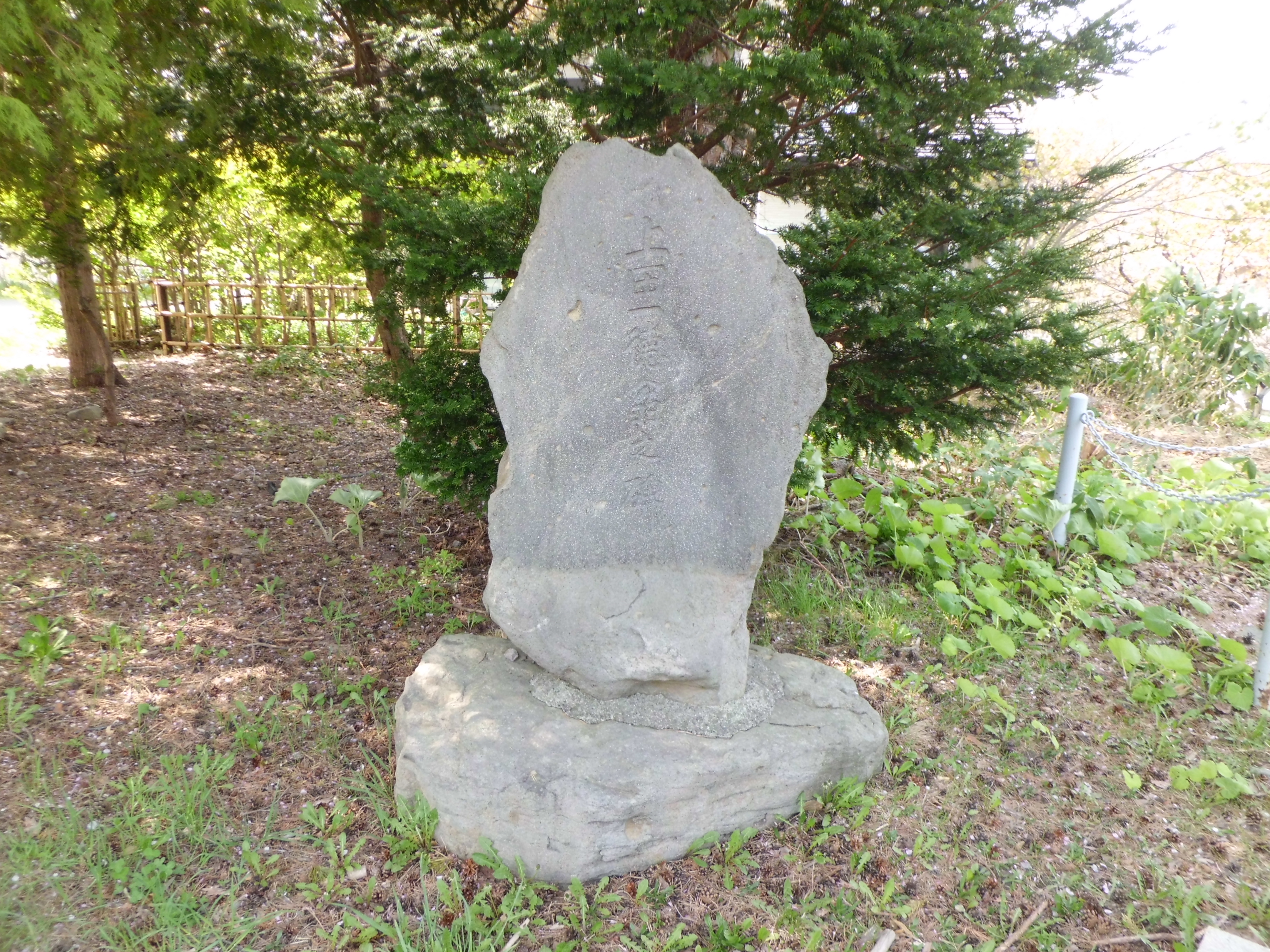
札幌伏見稲荷神社の「上田一徳翁之碑」

上田 万平（うえだ まんぺい、1841年〈天保12年〉- 1917年〈大正6年〉）は、北海道札幌市中央区円山の基礎を築いた開拓者たちの中心人物。
同様に後継人として円山の発展に尽くした上田善七の兄である。

## 来歴
1841年（天保12年）、南部藩士・中村甚四郎の次男として生まれるが、弟の善七とともに上田家の養子となり以後は当家の姓を名乗る。 
1855年（安政2年）、藩命を受けて室蘭陣屋に1年ほど在籍する。このとき15歳。 
1871年（明治4年）3月、開拓使の募集に応じて家族ともども円山に入植し、村の組頭を務める。万平は開墾を手がける一方で、飢饉に備える必要性を感じ、米を貯蔵するための倉庫を各地に建てた。また、妻に酒雑貨屋を開かせたところ、石工たちが顧客となって繁盛する。
1875年（明治8年）、円山村副総代に選出。1876年（明治9年）には総代に就任し、以後30年間にわたり各種の公職を歴任する。
1884年（明治17年）、開拓使の廃止後に貯蔵していた準備米が大蔵省へ移管されたため、「円山積穀会」を設立して民間による食糧備蓄を始める。
1910年（明治43年）、万平の功績を称えて、藻岩村が大通西20丁目に「上田一徳翁之碑」を建立する。 
1914年（大正3年）、藍綬褒章受章。また同年には北海道庁の許可を得て、善七とともに円山登山道を切り開いた。
1917年（大正6年）没。享年77。

## 遺産
円山積穀会の活動は、万平亡き後も1930年（昭和5年）まで続けられた。
上田一徳翁之碑は、札幌伏見稲荷神社境内へ移されている。 